# Cenotillo
Cenotillo, es una localidad del estado de Yucatán, México, cabecera del municipio homónimo, ubicada aproximadamente 45 kilómetros al suroeste de la ciudad de Tizimín y otro tanto al noroeste de la ciudad de Valladolid.

## Toponimia
El toponímico Cenotillo es diminutivo de Cenote, que proviene de la palabra dzonot (idioma maya).

## Datos históricos
Cenotillo está enclavado en el territorio que fue la jurisdicción de los cupules antes de la conquista de Yucatán.
Sobre la fundación de la localidad no se conocen datos precisos antes de la conquista de Yucatán por los españoles. Se sabe, sin embargo, que durante la colonia estuvo bajo el régimen de las encomiendas, entre las cuales la de Diego Burgos y Diego López de Ricalde, en 1583 y la de José Domingo Pardío, en 1744. 
Declarada la independencia de Yucatán la población se erigió en cabecera del municipio teniendo bajo su jurisdicción a 3 pueblos anexos: Tixbacab, Sucilá, Panabá.

## Sitios de interés turístico
En Cenotillo se encuentran dos templos, uno en el que se venera a Santa Clara y en el otro, a la Virgen de la Natividad, ambos construidos en el siglo XVII. 
Se encuentra también, en las cercanías, el casco de la exhacienda Tixbacab.
En las inmediaciones de Cenotillo se encuentran vestigios arqueológicos de la cultura maya precolombina en el sitio conocido como Tzebtún.